# Udaipura
Udaipura är en ort i Indien.   Den ligger i distriktet Raisen och delstaten Madhya Pradesh, i den centrala delen av landet, 600 km söder om huvudstaden New Delhi. Udaipura ligger 325 meter över havet och antalet invånare är 15 473.
Terrängen runt Udaipura är platt. Runt Udaipura är det ganska tätbefolkat, med 222 invånare per kvadratkilometer. Udaipura är det största samhället i trakten. Trakten runt Udaipura består till största delen av jordbruksmark.